# The First Nowell

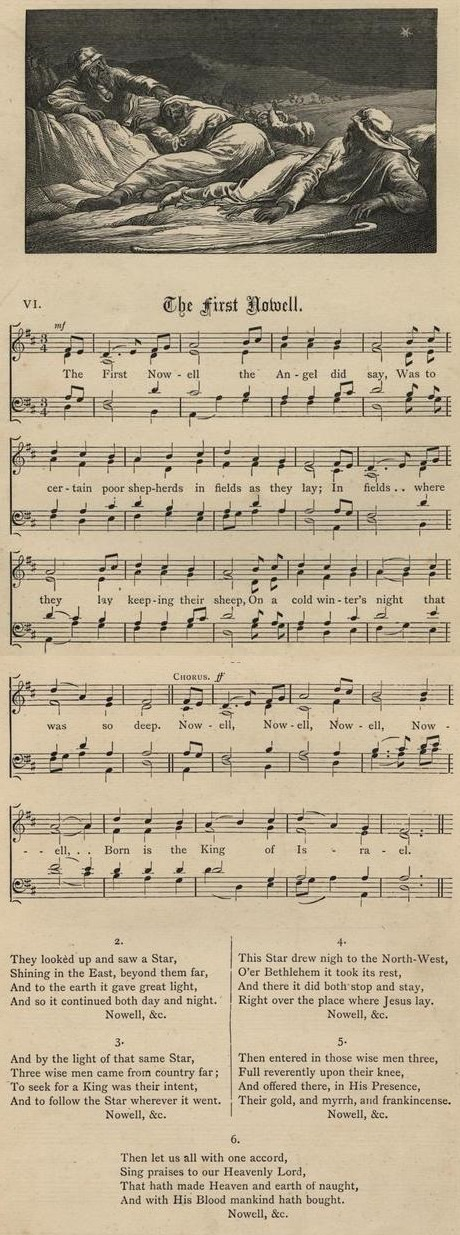
The First Nowell in Carols, New and Old (1879)

The First Nowell (Das erste Weihnachtsfest; auch The First Noel oder The First Noël geschrieben) ist ein traditionelles englisches Weihnachtslied. Es besingt die Geburt Jesu Christi und die Anbetung des Jesuskindes durch die Weisen aus dem Morgenland, die als Gaben Gold, Weihrauch und Myrrhe mit sich führten (Mt 2,11 ). Nowell ist eine englische Schreibweise von noël, dem französischen Wort für Weihnachten.
In seiner jetzigen Form ist es cornischen Ursprungs. Es wurde zuerst in der Sammlung Carols Ancient and Modern (1823) veröffentlicht.
Es wird häufig in dem vierstimmigen Satz des englischen Komponisten John Stainer aus seinen Christmas Carols, New and Old (zuerst 1871 erschienen) aufgeführt.
Es gibt zahlreiche Bearbeitungen und zahllose Einspielungen dieses Liedes in verschiedensten Stilrichtungen. Die bekannten Textfassungen weichen mitunter leicht voneinander ab. Deutsche Übersetzungen existieren beispielsweise von Johannes Haas (1966) und Manfred Paul (1972).

## Text
Englisch

The first Nowell the angel did say

was to certain poor shepherds in fields as they lay;

in fields as they lay, keeping their sheep,

on a cold winter's night that was so deep.

Nowell, Nowell, Nowell, Nowell,

Born is the King of Israel.

They looked up and saw a star

shining in the east, beyond them far,

and to the earth it gave great light,

and so it continued both day and night.

Nowell, Nowell, Nowell, Nowell,

born is the King of Israel.

And by the light of that same star

three wise men came from country far;

to seek for a King was their intent,

and to follow the star whersoever it went.

Nowell, Nowell, Nowell, Nowell,

born is the King of Israel.

This star drew nigh to the northwest,

o'er Bethlehem it took its rest,

and there it did both stop and stay

right over the place where Jesus lay.

Nowell, Nowell, Nowell, Nowell,

born is the King of Israel.

Then entered in those wise men three

full reverently upon their knee

and offered there in his presence

their gold, and myrrh, and frankincense.

Nowell, Nowell, Nowell, Nowell,

born is the King of Israel.

Then let us all with one accord

sing praises to our heavenly Lord;

that hath made heaven and earth of nought,

and with his blood mankind hath bought.

Nowell, Nowell, Nowell, Nowell,

born is the King of Israel.
Übersetzung

Das erste Weihnachtsfest, so sagte der Engel,

war für einige arme Schafhirten, die in den Feldern lagen,

in den Feldern lagen sie und hüteten ihre Schafe,

in einer kalten, dunklen Winternacht.

Noël, Noël, Noël, Noël,

geboren ist der König von Israel.

Sie schauten auf und sahen einen Stern

weit über ihnen im Osten leuchten.

Und die Erde erleuchtete er hell

und so ging es weiter, tagsüber und nachts.

Noël, Noël, Noël, Noël,

geboren ist der König von Israel.

Und durch das Licht desselben Sterns

kamen drei Weise aus fernem Land.

Nach einem König zu suchen, war ihre Absicht,

Und dem Stern überallhin zu folgen, wohin er ging.

Noël, Noël, Noël, Noël,

geboren ist der König von Israel.

Dieser Stern zog im Nordwesten herauf,

über Bethlehem  hielt er schließlich an.

Und dort hielt er an und blieb stehen,

genau über der Stelle, wo Jesus lag.

Noël, Noël, Noël, Noël,

geboren ist der König von Israel.

Dann gingen die drei Weisen hinein,

fielen ehrfürchtig auf ihre Knie

Und opferten in seiner Gegenwart

Gold, Myrrhe und Weihrauch.

Noël, Noël, Noël, Noël,

geboren ist der König von Israel.

Lasst uns alle einmütig

unserem himmlischen Herrn lobsingen,

der Himmel und Erde aus dem Nichts erschaffen hat

und mit seinem Blut die Menschheit erlöst hat.

Noël, Noël, Noël, Noël,

geboren ist der König von Israel.

## Charts und Chartplatzierungen

### Version von Gabby Barrett
| Periode   | Höchstplatzierung, GesamtwochenChartsChartplatzierungen (Periode, Platzierungen, Wochen) |
| Periode   | US                                                                                       |
| --------- | ---------------------------------------------------------------------------------------- |
| 2020/21   | US78 (1 Wo.)US                                                                           |
| Insgesamt | US78 (1 Wo.)US                                                                           |

### Version von Andy Williams
| Periode   | Höchstplatzierung, GesamtwochenChartplatzierungen (Periode, Platzierungen, Wochen) | Höchstplatzierung, GesamtwochenChartplatzierungen (Periode, Platzierungen, Wochen) |
| Periode   | DE                                                                                 | AT                                                                                 |
| --------- | ---------------------------------------------------------------------------------- | ---------------------------------------------------------------------------------- |
| 2022/23   | DE93 (1 Wo.)DE                                                                     | —                                                                                  |
| 2023/24   | DE89 (1 Wo.)DE                                                                     | AT72 (1 Wo.)AT                                                                     |
| 2024/25   | DE89 (1 Wo.)DE                                                                     | —                                                                                  |
| Insgesamt | DE89 (3 Wo.)DE                                                                     | AT72 (1 Wo.)AT                                                                     |

## Trivia

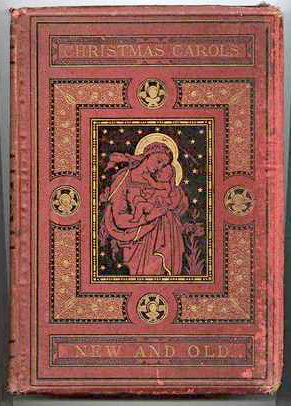
Christmas Carols, New and Old

Der englische Komponist Ralph Vaughan Williams (1872–1958) schrieb 1958, kurz vor seinem Tode, den Vokalsatz The First Nowell („Das erste Weihnachtsfest“) für Solisten, Chor und kleines Orchester.